# 四国カルスト

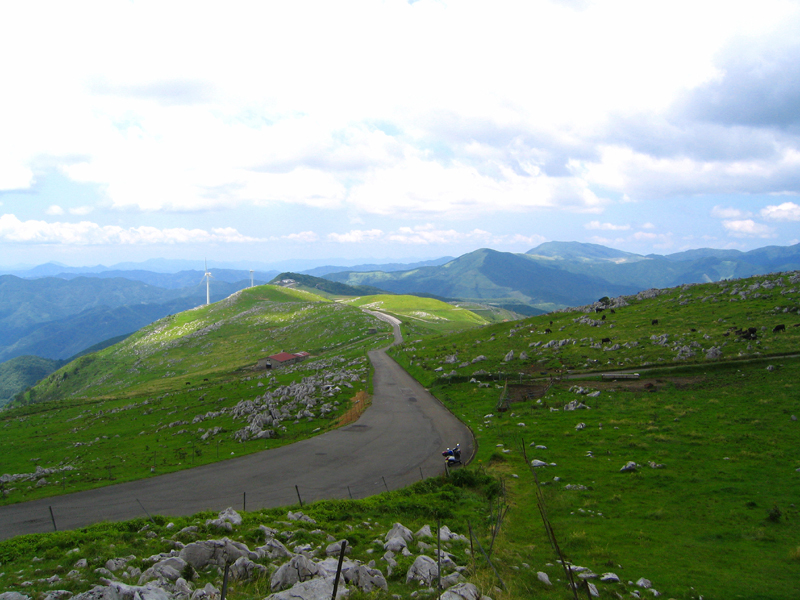
五段城への西からの登山口付近より振返り姫鶴平を臨む

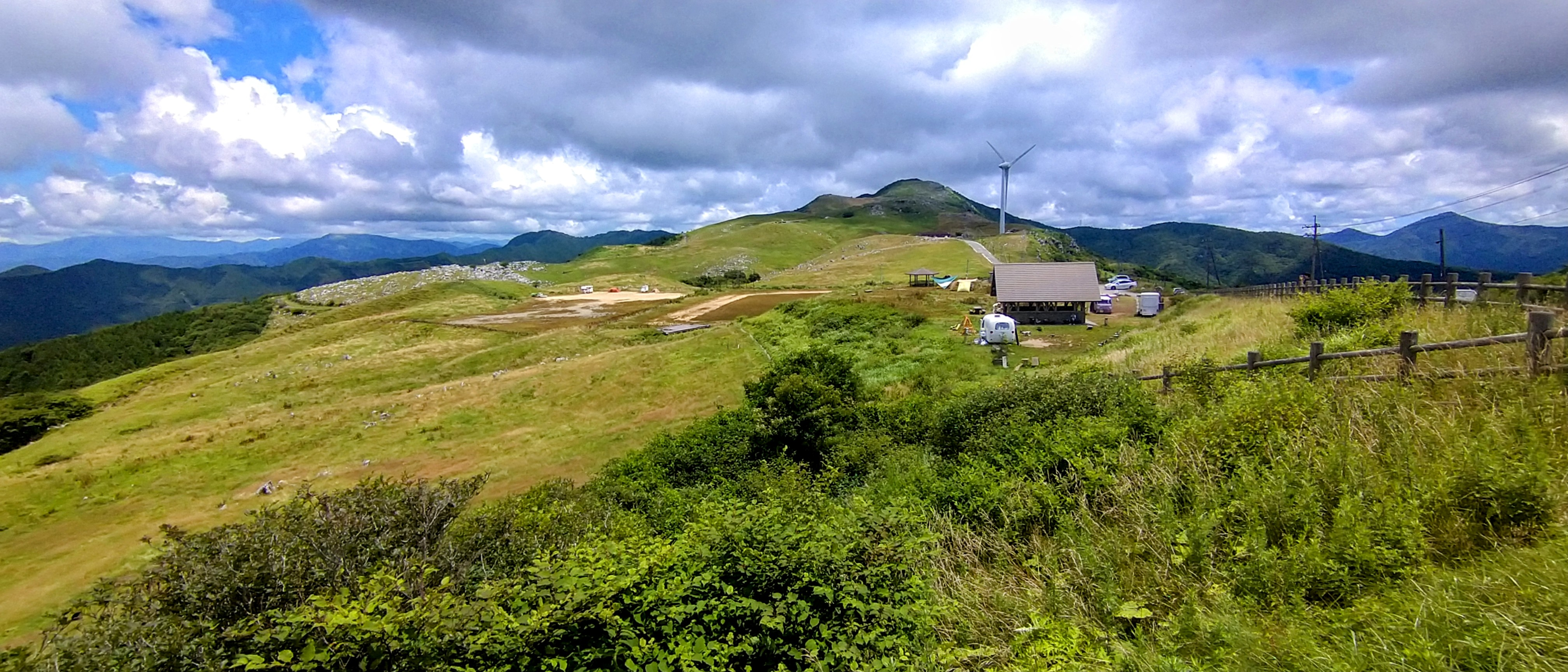
姫鶴平から五段城方面を臨む

四国カルスト（しこくカルスト）は、愛媛県と高知県との県境にあるカルスト台地。標高は約1,400m、東西の幅は約25km。

## 概要
日本三大カルスト（他は山口県の秋吉台、福岡県の平尾台）のひとつで、その中でも最も高い標高からは石鎚山などの周辺の山々が一望できる。
西から大野ヶ原、姫鶴平（めづるだいら）、五段高原、天狗高原まで、なだらかな山肌には、夏は緑の草原、秋はススキが一面に広がり、一年を通して四季を楽しむことができるが冬季は車道が閉鎖される。浸食作用で地表に露出した石灰岩が点在している。乳牛の放牧地帯としても有名で、多くの牛が放牧され、カルスト特有の風景をさらに牧歌的にし、多くの人々が訪れる観光地となっている。高知県では1961年（昭和36年）に、愛媛県では1964年（昭和39年）3月21日に四国カルスト県立自然公園として指定された。
さらに、愛媛県地域産業資源の促進に関する地域産業資源に登録されている。
天狗高原は、地元高知県では雲海や星空の名所として、「天空の爽回廊」と呼びPRしている
- 大野ヶ原：最高地点は源氏ヶ駄場（標高1,402.8m）で四国百名山34番。頂上祠の右に一等三角点がある。
- 地芳峠（じよしとうげ）：中間地点で当地の入口
- 姫鶴平：姫鶴荘、姫鶴コテージ、姫鶴キャンプ場、姫鶴牧場
- 五段高原：車道より牧場の間を約30分登山で四国百名山35番で最高地点の五段城（標高1,455.6m)。
- 天狗高原：展望台やホテル（レストラン）やコテージがあり、ここから見上げる満天の星空は四国八十八景33番。ホテル駐車場から東側へ約50分登った最高地点に四国百名山36番の天狗ノ森（標高1,484.9m）。

## 所在地
- 愛媛県：西予市、上浮穴郡久万高原町、喜多郡内子町
- 高知県：高岡郡檮原町、高岡郡津野町

## アクセス
松山方面からは国道33号から国道440号へさらに、愛媛県道36号野村柳谷線で地芳峠へ、高知方面からは国道197号から国道440号へ、さらに、その国道440号地芳トンネルを通過し県道36号を経て地芳峠へ。その峠より東に向けて愛媛県道・高知県道383号四国カルスト公園縦断線でカルスト高原を東へ自動車なり自転車やバイクあるいは徒歩で移動しながら楽しむ広々としたその風景は四国八十八景32番に選ばれている。また、東側は天狗高原から高知県道48号四国カルスト公園線で下ると南側の国道439号に接続していて、地芳峠から西へ行くと大野ヶ原へも行くことができる。
近くの道の駅（国道197号沿い）としては、「道の駅ゆすはら」が高知県の檮原町にある。

## ギャラリー

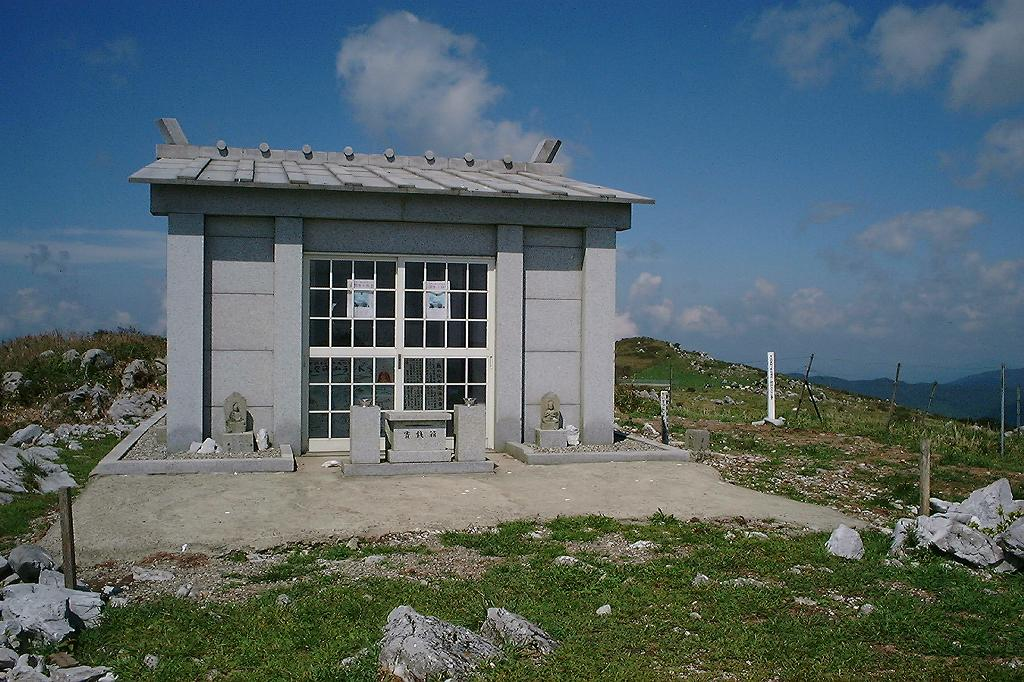
大野ヶ原　源氏ヶ駄馬　頂上
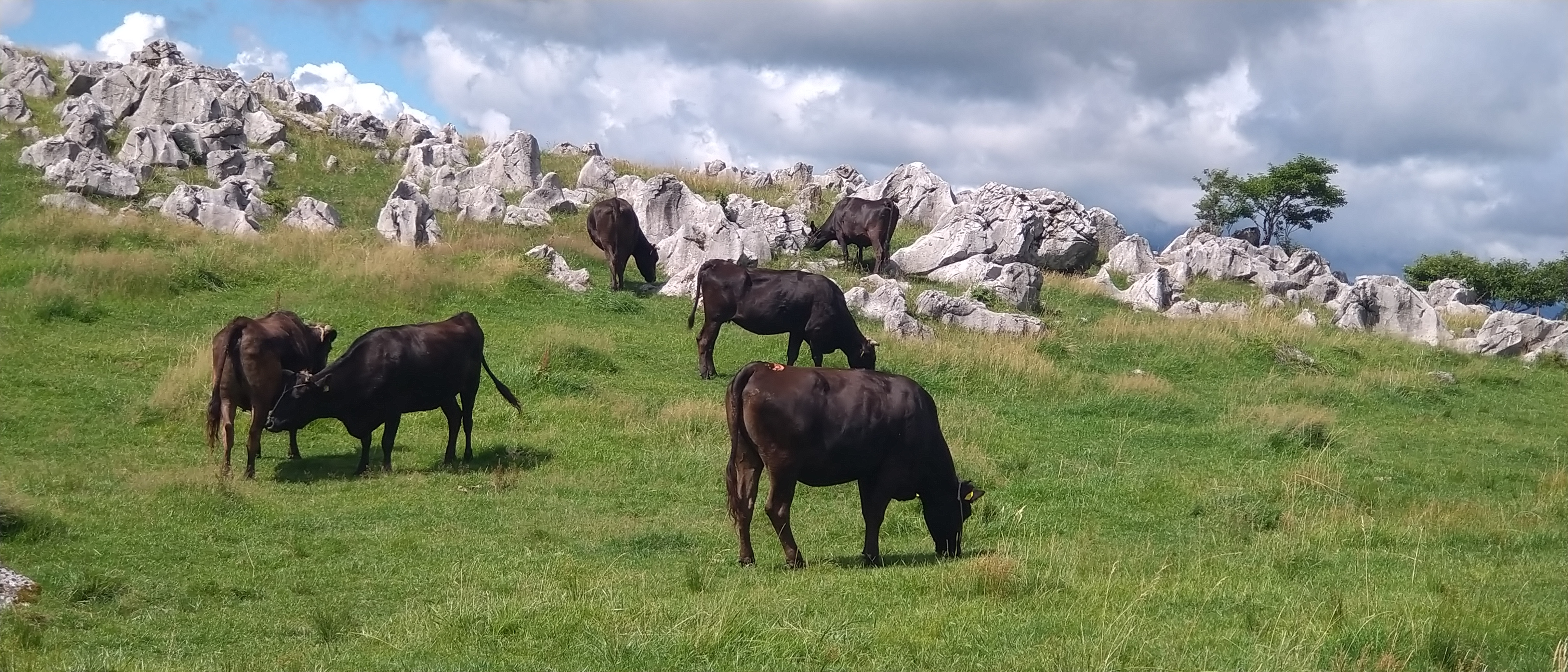
姫鶴平で放牧される牛
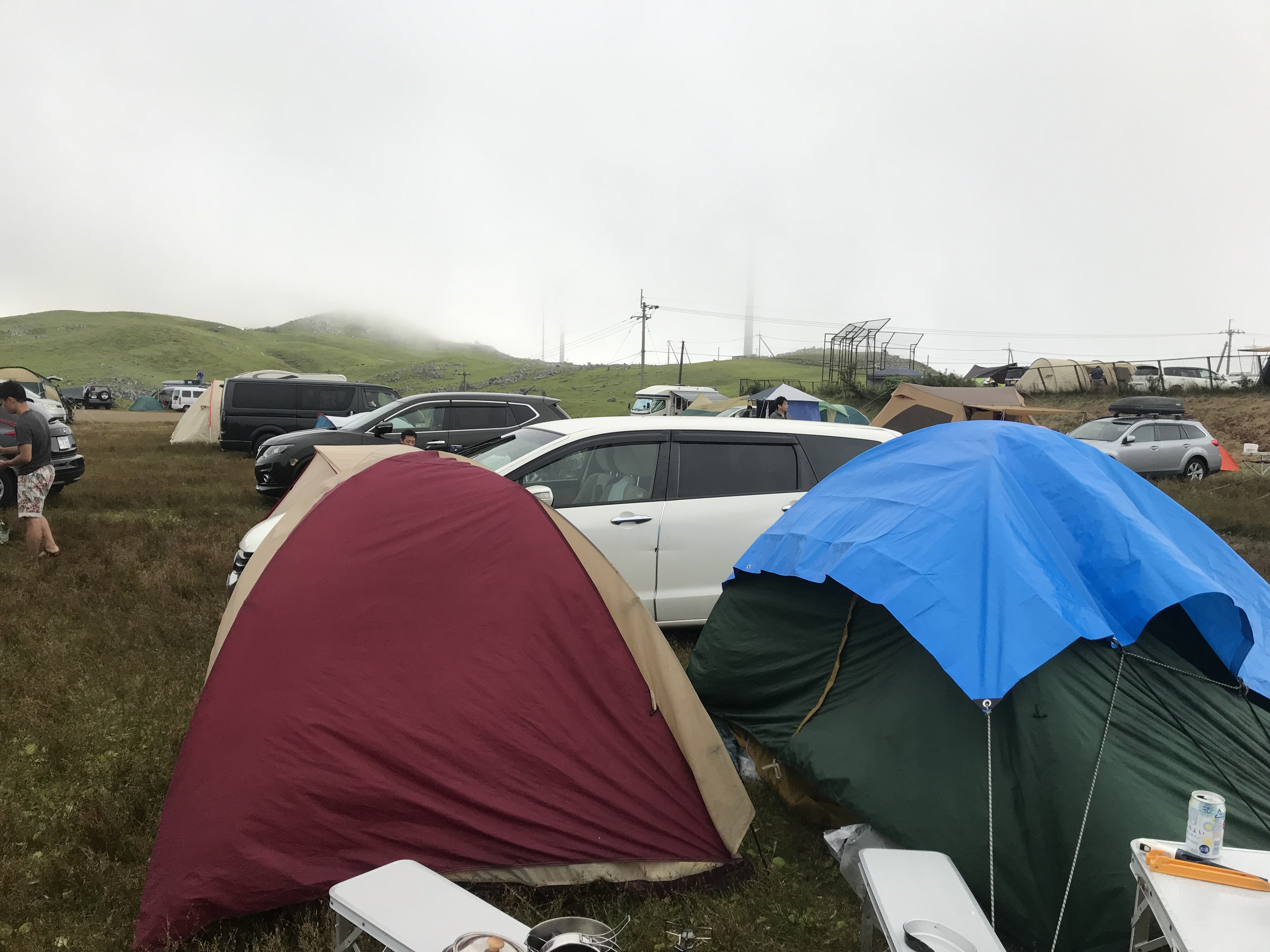
姫鶴平キャンプ場
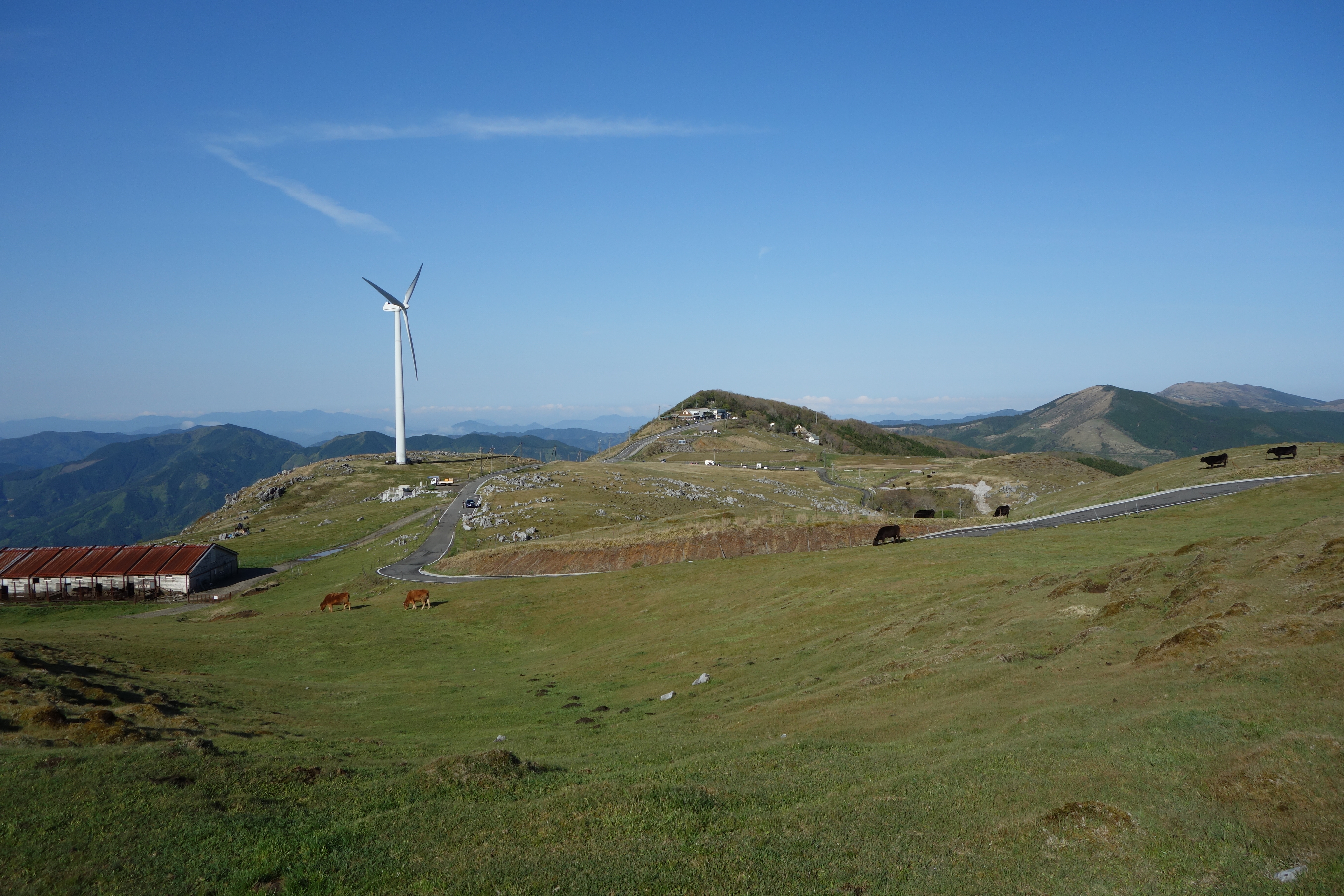
姫鶴牧場
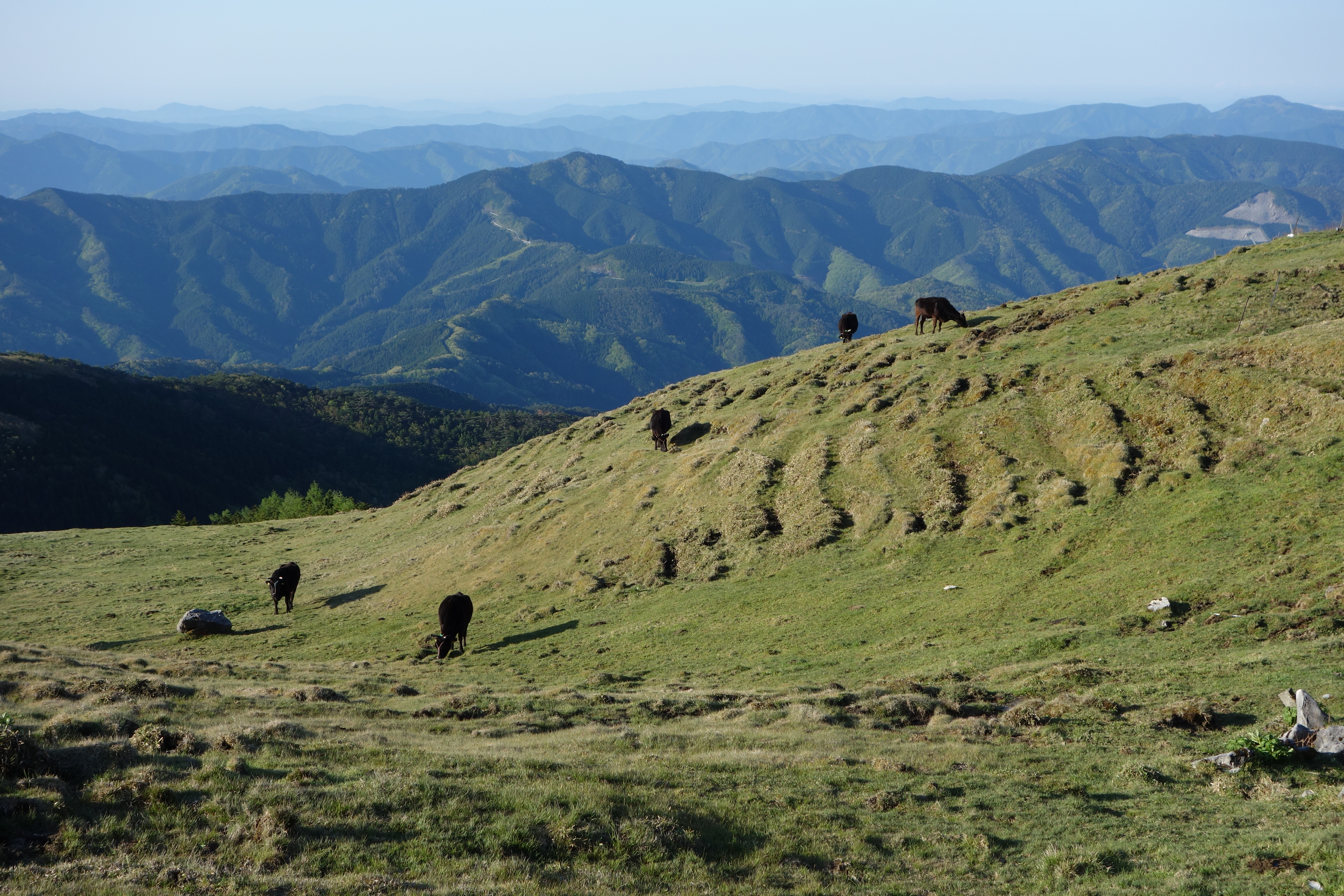
姫鶴牧場
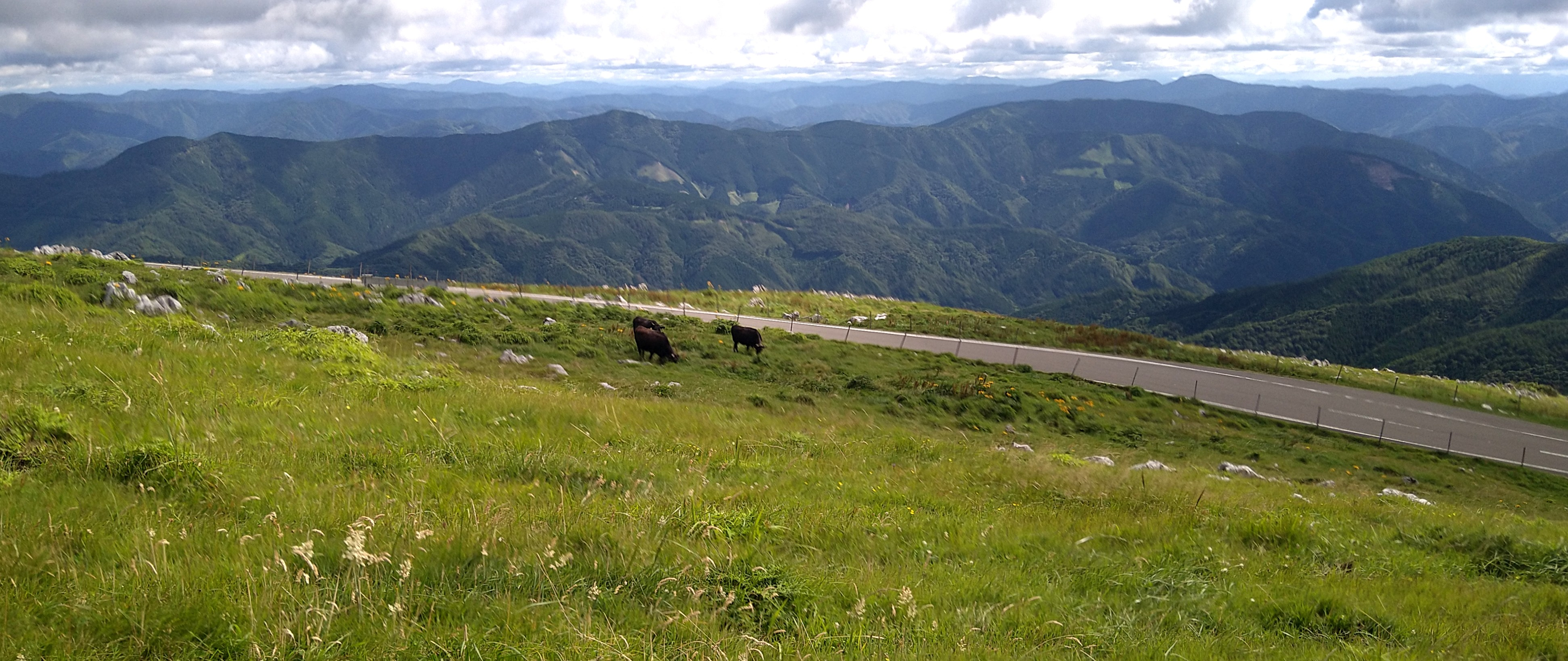
五段高原
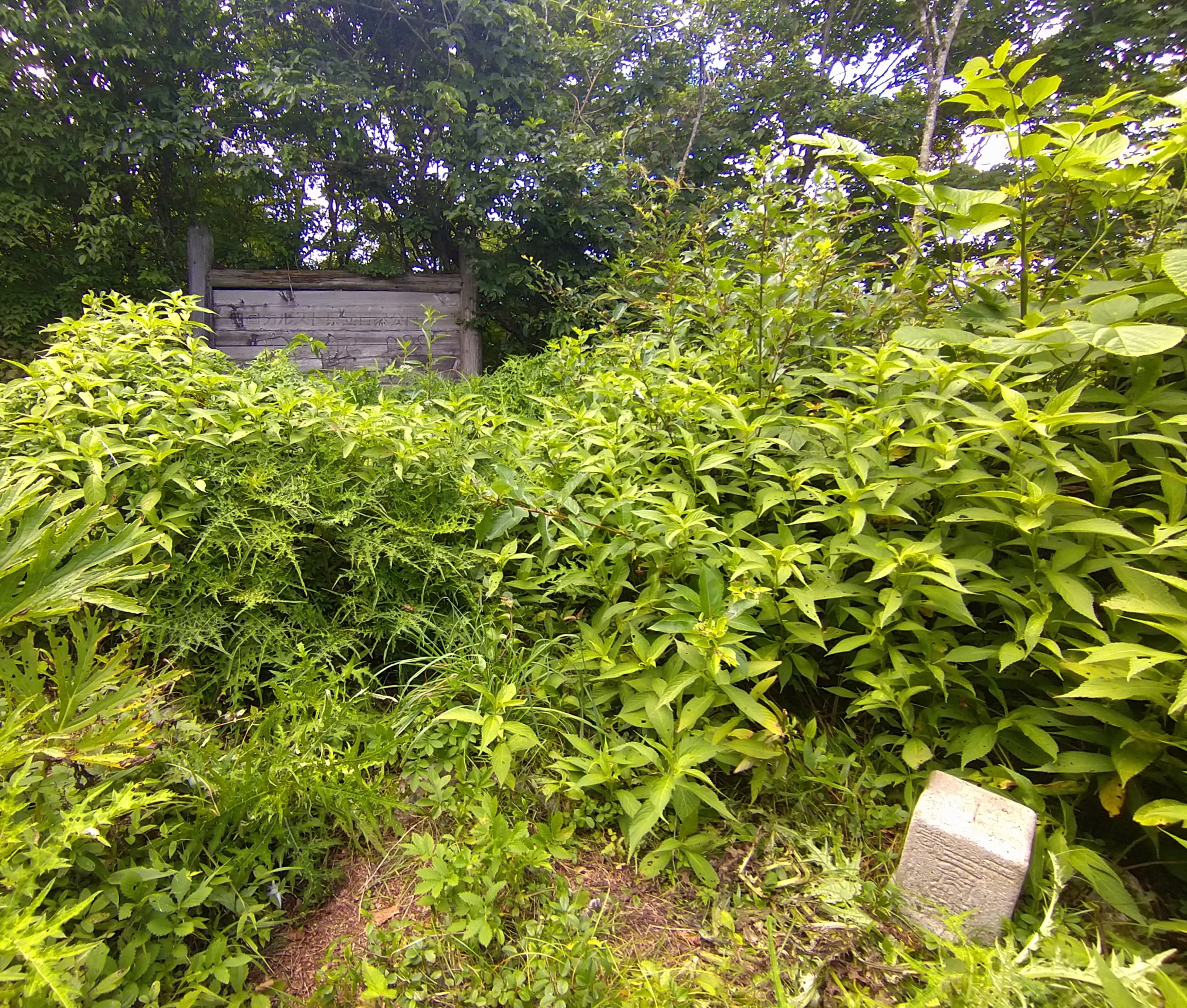
五段城頂上
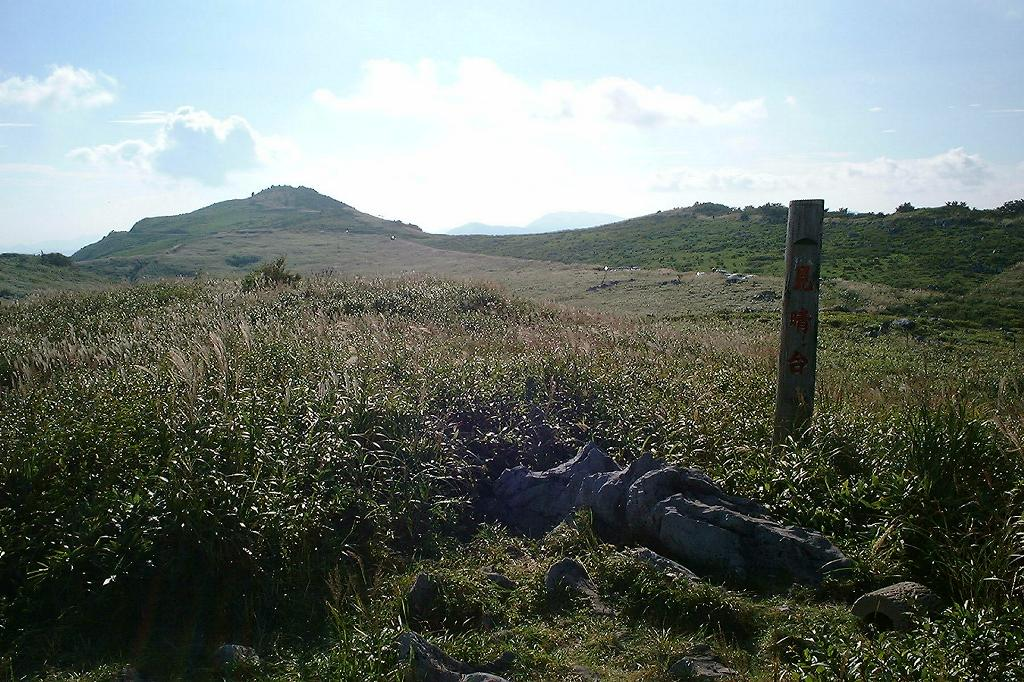
天狗高原　見晴台
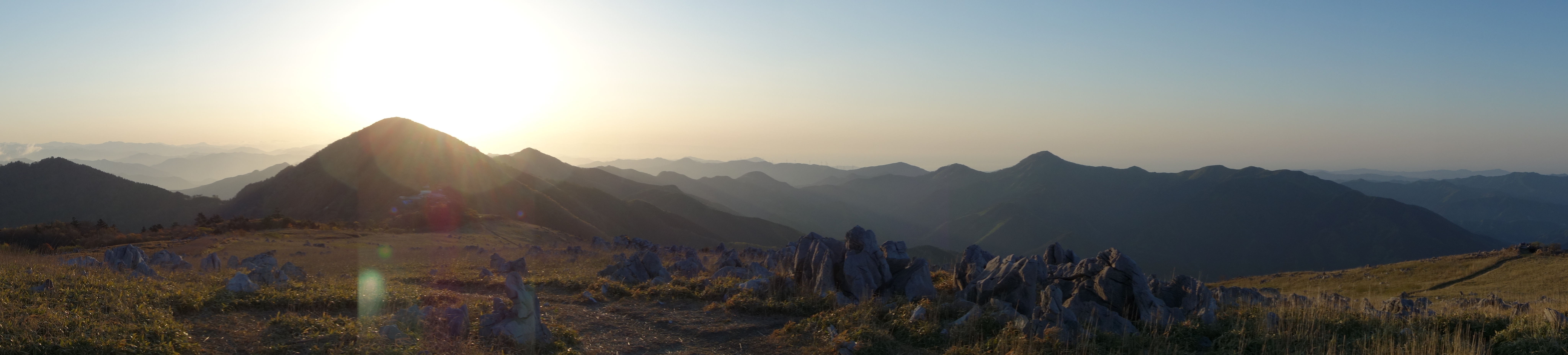
天狗高原からの天狗ノ森と日の出
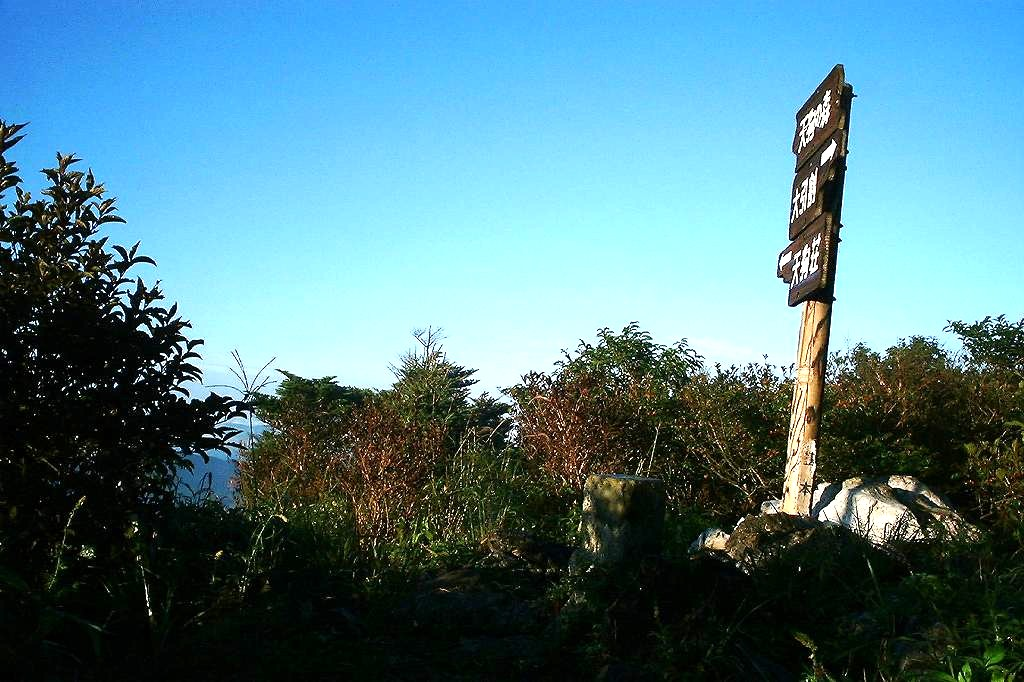
天狗ノ森 頂上

## 周辺
- 大野ヶ原（四国カルスト西部、西予市）

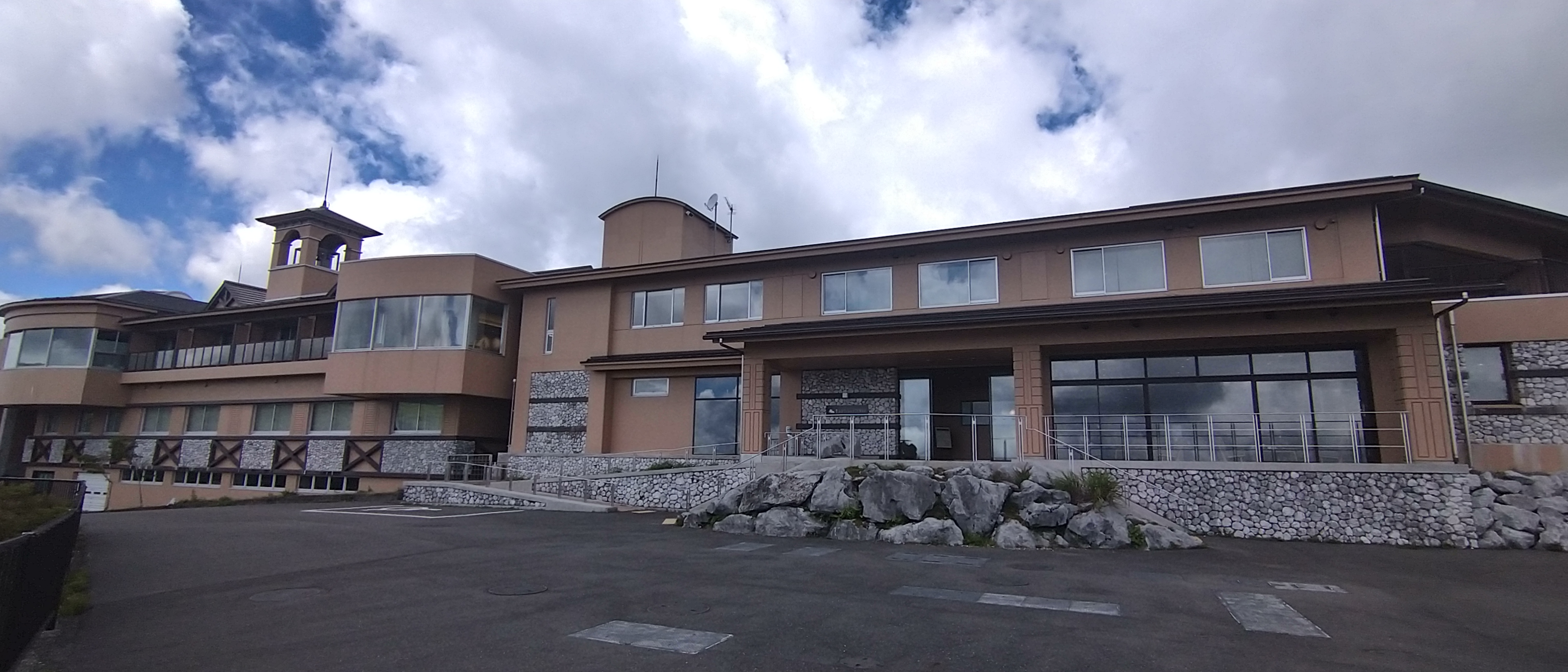
星ふるヴィレッジTENGU

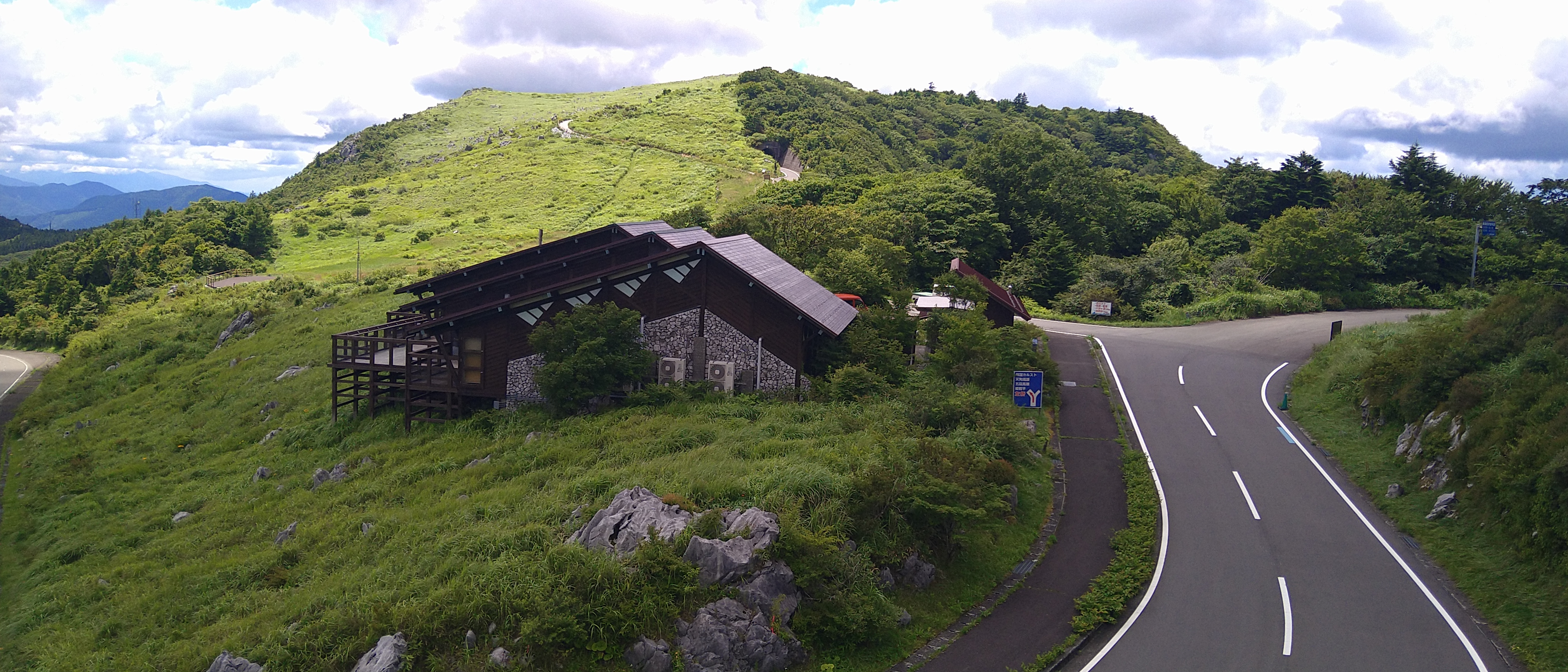
カルストテラス

  - ドリーネと呼ばれるすり鉢状の地形の中に集落が形成されている。酪農が盛んな地域。
- 姫鶴平（四国カルスト中央、久万高原町）
  - 姫鶴荘：アイスクリーム・軽食事、コテージ、キャンプ場
- 天狗高原（四国カルスト東部、津野町）
  - 星ふるヴィレッジTENGU（旧「国民宿舎天狗荘」）：宿泊、昼食レストラン（営業11時～14時、火水は定休、8月は火も営業）、土産物、プラネタリウム
  - カルストテラス：学習館でカルスト台地の仕組みと周辺一帯の動植物が学べる。
  - 天狗高原スキー場（休業中）
- 風力発電の風車が梼原町側に設置されている（梼原町太田戸119-1）
- 道の駅ゆすはら（檮原町）：オートバイ旅行者のための宿泊施設「ライダーズイン雲の上」やプールが有る。